# امپاسینامبو
امپاسینامبو (به لاتین: Ampasinambo) یک سکونتگاه مسکونی در ماداگاسکار است که در واتوواوی-فیتووینانی واقع شده‌است.

## خصوصیات
امپاسینامبو ۲۵٬۰۰۰ نفر جمعیت دارد و ۵۲۸ متر بالاتر از سطح دریا واقع شده‌است.